# اتحادیه ملی برای دموکراسی در ایران
اتحادیه ملی برای دموکراسی در ایران (به انگلیسی: National Union For Democracy In Iran) (کوته‌نوشت:NUFDI)، یک سازمان سیاسی-فرهنگی غیرانتفاعی و مستقل در ایالات متحده آمریکا است. این اتحادیه، به عنوان اپوزیسیون جمهوری اسلامی فعالیت می‌کند و هدف خود را متحد کردن ایرانیان برای براندازی نظام جمهوری اسلامی و برگزاری همه‌پرسی می‌داند.

## نشست‌ها و بیانیه‌ها
این اتحادیه اقدام به برگزاری نشست‌های سیاسی می‌کند. همچنین با بیانیه‌های خود، خواستار محکوم شدن نظام جمهوری اسلامی از سوی سایر کشورها است.